# Jacopo Zabolino
Jacopo Zabolino (vagy Zabolini) a 15. század végi umbriai festőiskola egyik kisebb jelentőségű képviselője. Életrajzi adatai teljesen ismeretlenek, de a neki tulajdonított művek többsége Spoletóban található vagy onnan származik. Egyetlen dátummal ellátott alkotása, a Spoleto melletti Azzano városka Szt. Lőrinc-templomának freskódíszítése, 1488-ból való.
Talán legkitűnőbb, nagyszabású művét Budapesten, a Szépművészeti Múzeumban őrzik. Ez a spoletói egykori (1826-ban kocsmává alakított) Santa Caterina della Stelletta-templom boltozatának monumentális méretű freskódíszítése, amelyet 1890 körül választottak le a falról, és 1895-ben vásárolta meg a múzeum egy firenzei műkereskedőtől. A freskók az Áldó Krisztust, illetve a négy evangélistát ábrázolják, életnagyságnál jóval nagyobb méretben (az Áldó Krisztus alakja több, mint hat és fél méter magas). A festmények a Szépművészeti Múzeum földszinti Reneszánsz Csarnokában vannak kiállítva.